# Seznam partnerských měst Brna
Seznam partnerských měst Brna je seznam partnerských měst, které si dohodly s městem Brnem určitý druh spolupráce. Rok podepsání partnerské dohody nebo memoranda o spolupráci je uveden jako poslední.
| Město      | Stát               | Od roku |
| ---------- | ------------------ | ------- |
| Bratislava | Slovensko          | 2012    |
| Dallas     | USA                | 1991    |
| Charkov    | Ukrajina           | 2007    |
| Kaunas     | Litva              | 1994    |
| Leeds      | Spojené království | 2003    |
| Lipsko     | Německo            | 1973    |
| Poznaň     | Polsko             | 1966    |
| Rennes     | Francie            | 1965    |
| St. Pölten | Rakousko           | 1991    |
| Stuttgart  | Německo            | 1989    |
| Utrecht    | Nizozemsko         | 1993    |
| Vídeň      | Rakousko           | 1998    |
| Voroněž    | Rusko              | 1967    |

Od roku 1969 byla partnerským městem také italská Bologna. V roce 1993 byl představiteli města stvrzen záměr navázat partnerské vztahy s ruským městem Nižnij Novgorod.